# Fayence-Fruchtschale mit Passionsfrucht, Holzäpfeln und Birnen

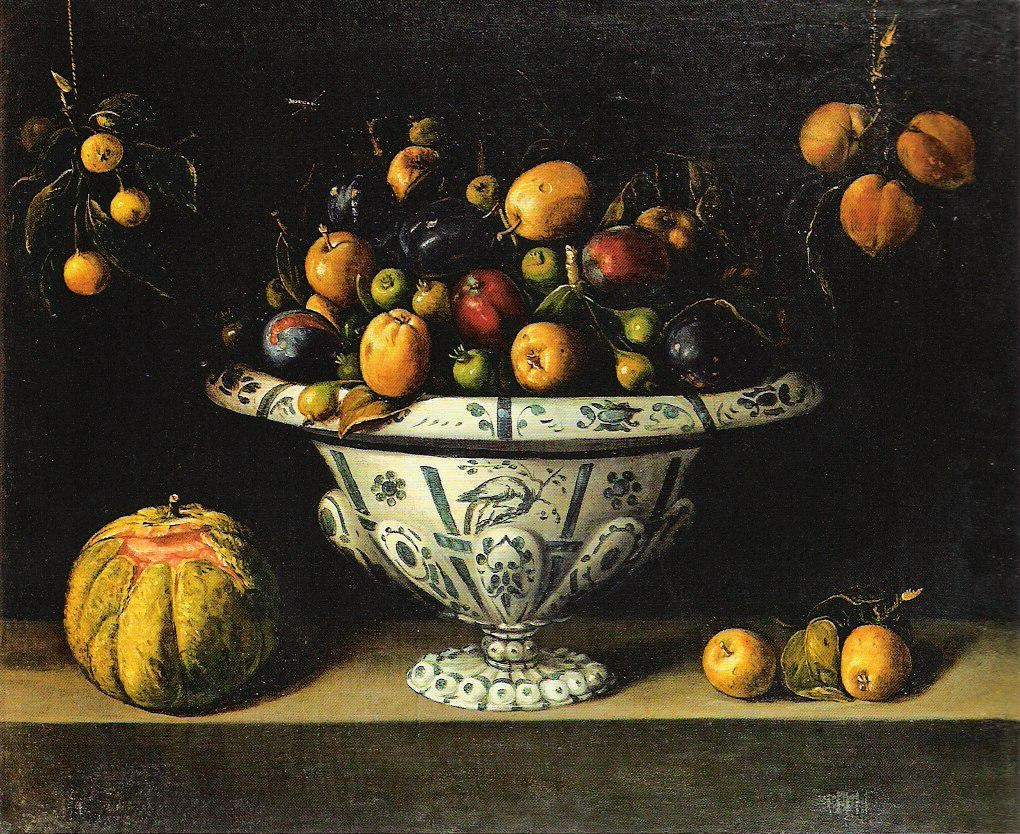
Fayence-Fruchtschale mit Passionsfrucht, Holzäpfeln und Birnen
Juan van der Hamen y León, 1621 (?)
54 cm × 65 cm
Öl auf Leinwand
Sammlung Serra de Alzaga, Valencia

Fayence-Fruchtschale mit Passionsfrucht, Holzäpfeln und Birnen ist ein etwa 1621 entstandenes Gemälde des spanischen Malers Juan van der Hamen y León. Das 54 cm × 65 cm große, in Öl auf Leinwand gemalte Stillleben zeigt zentral eine Fruchtschale. Es gehört zu den frühesten bekannten Werken Juan van der Hamens und gilt als eines der farbigsten, das er gemalt hat. Das Gemälde gehört zur Sammlung Serra de Alzaga in Valencia.

## Bildbeschreibung
Das Stillleben Fayence-Fruchtschale mit Passionsfrucht, Holzäpfeln und Birnen wird vom Kontrast zwischen der blau-weißen Keramik mit den von Gelb bis Purpur reichenden Früchten bestimmt. Die Fayence-Schale steht in der Bildmitte und dominiert das Bild. Sie ordnet es zudem in eine symmetrische Dreiteilung. Neben der Schale liegen Holzäpfel und ein Kürbis. Von oben hängen Trauben herab, was ein typisches Motiv spanischer Stillleben des beginnenden 17. Jahrhunderts war.

## Hintergrund
Juan van der Hamen y León malte in diesem Bild die Passionsfrucht, die aus Lateinamerika stammte. Damit stellt er einen Bezug zu den spanischen Kolonien her. Diese Frucht malte er erneut in dem Stillleben Fruchtkorb und Teller mit schwarzen Kirschen, das wohl ungefähr zur selben Zeit entstanden ist. Daneben zeigte er die Blüte der Passionsblume in einem seiner späteren Blumenkränze. Die Datierung von Fayence-Fruchtschale mit Passionsfrucht, Holzäpfeln und Birnen ist schwierig. Es gilt als eines der frühsten bekannten Stillleben van der Hamens, was etwa am Vergleich mit dem Gemälde Stillleben mit Birnenteller und Brot aus dem Jahr 1621 festgemacht wird. Das Bild wurde von Julio Cavestany de Anduaga dem Künstler zugeschrieben. Er zeigte es in der Ausstellung Floreros y bodegones en la pintura española 1935 in Madrid.

## Provenienz
Heute befindet sich das Stillleben Fayence-Fruchtschale mit Passionsfrucht, Holzäpfeln und Birnen in der Sammlung Serra de Alzaga in Valencia. Die weitere Provenienz ist weitestgehend ungeklärt. 1936 befand es sich in der Sammlung von Antonio López Roberts in Madrid. Danach befand es sich in der Galerie French & Co. in New York. Ein Kaufdatum sowie die früheren Besitzer sind nicht bekannt.